# Tetraclita ehsani
Tetraclita ehsani is een zeepokkensoort uit de familie van de Tetraclitidae. De wetenschappelijke naam van de soort is voor het eerst geldig gepubliceerd in 2010 door Chan, Shahdadi & Sari.